# 辣妹刺客：奪命雙煞
《辣妹刺客：奪命雙煞》（日语：ベイビーわるきゅーれ 2ベイビー）是由执导的日本轻喜剧动作片，于2023年3月24日在日本上映。继前作《辣妹刺客》之后，除了继续担任主角的高石明里和伊泽彩织 ，本作新加入的反派则是由丞威与濱田龍臣俩人出演。

## 剧情
流浪杀手兄弟神村优里和他弟弟诚一边期望着有资格能入杀手协会成为正式杀手，一边进行着由中介人赤木打听来的杀手任务。
另一边，主角杉本千里和深川真寻本来过着一如既往的日常，却因为忘了还清之前加入的健身房会员费而被迫支付大笔的费用。无奈之下，二人只能打工，但由于两人的性格，事情的进展并不顺利......
有一天，赤木打听到了＂杀掉正职杀手就能以填补空位的名义转正上位＂后，推荐两兄弟去暗杀协会内有名的杀手二人组，杉本千里和深川真寻。一场流浪杀手与正职杀手的争斗就此开始。

## 登场人物
- 杉本千里 - 高石明里
- 深川真寻 - 伊泽彩织
- 神村优里 - 丞威
- 神村诚 - 濱田龙臣
- 田坂守 - 水石亞飞梦
- 宫内茉奈 - 中井友望
- 须佐野 - 飞永翼
- 赤木 - 桥野纯平

## 音乐
- 主题曲 - 《じゃないんだよ》新しい学校のリーダーズ
- 插曲 -《2bRaW》KYONO feat. N∀OKI (ROTTENGRAFFTY)